# گمینا کویلچ
گمینا کویلچ (به لهستانی:  Gmina Kwilcz) یک گمینا در لهستان است که در شهرستان مینزخود واقع شده‌است. گمینا کویلچ ۱۴۱٫۷۸ کیلومتر مربع مساحت و ۶٬۱۵۳ نفر جمعیت دارد.